# Дефіцит магнію
Дефіцит магнію — це порушення електролітного балансу, при якому в організмі спостерігається низький рівень магнію. Симптоми включають тремор, погану координацію, м'язові спазми, втрату апетиту, зміни особистості та ністагм. Ускладнення можуть включати судоми або зупинку серця, наприклад, внаслідок torsade de pointes. У людей з низьким рівнем магнію часто спостерігається низький рівень калію.
Причини включають недоїдання, алкоголізм, діарею, збільшення сечовипускання та погане всмоктування з кишечника. Деякі ліки також можуть спричиняти низький рівень магнію, зокрема інгібітори протонної помпи (ІПП) та фуросемід. Діагноз зазвичай ґрунтується на виявленні низького рівня магнію в крові, що також називається гіпомагніємією. Нормальний рівень магнію становить від 0,6 до 1,1 ммоль/л (1,46–2,68 мг/дл) з рівнями менше 0,6 ммоль/л (1,46 мг/дл), що визначає гіпомагніємію. Можуть спостерігатися специфічні зміни електрокардіограми (ЕКГ).
Лікування проводиться пероральним або внутрішньовенним введенням магнію. У людей з важкими симптомами може бути використано внутрішньовенне введення сульфату магнію. Також слід лікувати супутній низький рівень калію або кальцію. Цей стан є досить поширеним серед госпіталізованих пацієнтів.

## Ознаки та симптоми
Дефіцит магнію може спричинити втому, загальну слабкість, м'язові судоми, порушення серцевого ритму, підвищену дратівливість нервової системи з тремором, парестезії, серцебиття, низький рівень калію в крові, гіпопаратиреоз, що може призвести до низького рівня кальцію в крові, хондрокальциноз, спастичність та тетанію, мігрень, епілептичні напади, кальцифікацію базальних гангліїв, а в крайніх та тривалих випадках — кому, інтелектуальну відсталість або смерть. Дефіцит магнію тісно пов'язаний з ожирінням, інсулінорезистентністю, метаболічним синдромом та діабетом 2-го типу та, ймовірно, сприяє їм, хоча причинно-наслідковий зв'язок до кінця не зрозумілий.

## Етіологія
Дефіцит магнію може бути викликаний шлунково-кишковими або нирковими причинами. До шлунково-кишкових причин належать низьке споживання магнію з їжею, знижене всмоктування в шлунково-кишковому тракті або збільшення втрат магнію через шлунково-кишковий тракт. Ниркові причини пов'язані з підвищеним виділенням магнію з сечею.
Недостатнє харчове споживання магнію стало дедалі важливішим фактором: багато людей споживають велику кількість рафінованих продуктів, таких як білий хліб та шліфований рис, позбавлених рослинної клітковини, багатої на магній.
Дефіцит магнію часто зустрічається у госпіталізованих пацієнтів — у 12 % серед усіх таких пацієнтів, та у 60–65 % пацієнтів відділень інтенсивної терапії.
Близько 57 % населення США не відповідають рекомендованій добовій нормі споживання магнію з їжею. Нирки дуже ефективно підтримують рівень цього макроелементу в організмі. Однак, якщо харчування недостатне, або використовуються певні ліки, такі як діуретики чи інгібітори протонної помпи, або при хронічному алкоголізмі, рівні магнію можуть знижуватися.
Дефіцит магнію може бути викликаний такими умовами:

### Ліки
- Застосування петльових та тіазидних діуретиків (найпоширеніша причина гіпомагніємії)[16]
- Антибіотики (наприклад, аміноглікозиди, амфотерицин, пентамідин, гентаміцин, тобраміцин, біоміцин) блокують резорбцію магнію в петлі Генле. У 30 % пацієнтів, які приймають ці антибіотики, спостерігається гіпомагніємія[17]
- Тривале застосування інгібіторів протонної помпи у високих дозах, таких як омепразол[18][19]
- Інші препарати:
  - Препарати наперстянки витісняють магній у клітину. Вони викликають підвищення внутрішньоклітинної концентрації натрію, що, у свою чергу, збільшує внутрішньоклітинний кальцій шляхом пасивного посилення дії натрій-кальцієвої обмінника в сарколемі. Збільшення внутрішньоклітинного кальцію дає позитивний інотропний ефект[16]
  - Адренергічні речовини витісняють магній у клітину
  - Цисплатин стимулює ниркову екскрецію
  - Циклоспорин стимулює ниркову екскрецію
  - Мікофенолат мофетилу

### Генетика
- Хвороби, подібні до синдрому Гітельмана, що включають синдроми, спричинені генетичними мутаціями в SLC12A3, CLNCKB,[20] BSND, KCNJ10, FXYD2, HNF1B або PCBD1. При цих захворюваннях гіпомагніємія супроводжується іншими порушеннями електролітного обміну, такими як гіпокальціурія та гіпокаліємія. Гени, що беруть участь у цій групі захворювань, кодують білки, що беруть участь у реабсорбції електролітів (включаючи магній) у дистальних звивистих канальцях нирки[9]
- Гіперкальціурично-гіпомагніємічні синдроми, що охоплюють синдроми, спричинені мутаціями в генах CLDN16, CLDN19, CASR або CLCNKB. При цих захворюваннях порушується реабсорбція двовалентних катіонів (таких як магній та кальцій) у товстій висхідній гілці петлі Генле нирки. Це призводить до втрати магнію та кальцію з сечею[9]
- Мітохондріопатії, особливо мутації в мітохондріальних тРНК MT-TI або MT-TF.[21] Мутації в SARS2 або делеції мітохондріальної ДНК, як це спостерігається при синдромі Кірнса-Сейра, також можуть спричиняти гіпомагніємію[9]
- Інші генетичні причини гіпомагніємії, такі як мутації в TRPM6, CNNM2, EGF, EGFR, KCNA1 або FAM111A. Багато білків, що кодуються цими генами, відіграють певну роль у трансклітинному всмоктуванні магнію в дистальних звивистих канальцях[9]

### Метаболічні порушення
- Недостатня кількість селену,[22] вітаміну D або впливу сонячного світла, або вітаміну B6,[23]
- Шлунково-кишкові причини: дистальний відділ травного тракту виділяє високий рівень магнію. Отже, секреторна діарея може спричинити гіпомагніємію. Таким чином, хвороба Крона, виразковий коліт, хвороба Віппла та целіакія можуть спричиняти гіпомагніємію
- Постобструктивний діурез, діуретична фаза гострого канальцевого некрозу (ГТН) та трансплантація нирки[24]

### Інше
- Хронічний алкоголізм: вживання алкоголю призводить до посилення діурезу електролітів, можливо, через пошкодження клітин канальців нирок, спричинене алкоголем.[25] Вважається також, що гіпомагніємія виникає через знижене споживання магнію внаслідок недоїдання та збільшення шлунково-кишкових втрат.[25][26][27][28][29] Гіпомагніємія є найпоширенішим електролітним порушенням у людей з хронічним алкоголізмом.[25] Хронічна гіпомагніємія у людей з хронічним алкоголізмом пов'язана із захворюваннями печінки та гіршим прогнозом[25]
- Гострий інфаркт міокарда: протягом перших 48 годин після серцевого нападу у 80 % пацієнтів виникає гіпомагніємія. Це може бути результатом внутрішньоклітинного зсуву через збільшення рівня катехоламінів
- Мальабсорбція
- Гострий панкреатит
- Отруєння фтором
- Масивна трансфузія є рятівним методом лікування геморагічного шоку, але може бути пов'язана зі значними ускладненнями[30]

## Патофізіологія
Магній повсюдно присутній в організмі людини, а також у всіх живих організмах. Цей іон є відомим кофактором у понад 300 ферментативних реакціях, включаючи реплікацію ДНК та РНК, синтез білка, діючи як важливий кофактор АТФ під час його фосфорилювання через АТФазу. Він також бере активну участь у внутрішньоклітинній сигналізації. Він бере участь у синтезі білка, регулюванні глюкозного, ліпідного та білкового обміну, функціонуванні м'язів та нервів, тонусі судин (впливаючи на скорочення кровоносних судин, тим самим допомагаючи регулювати артеріальний тиск), розвитку кісток, виробленні енергії, підтримці нормального серцевого ритму та регуляції рівня глюкози. Фізіологічно він діє як антагоніст кальцію. Таким чином, наслідки низького рівня магнію є широко поширеними. Низьке споживання магнію з часом може збільшити ризик захворювань, включаючи високий кров'яний тиск та серцеві захворювання, цукровий діабет 2-го типу, остеопороз та мігрень.
Магній має кілька ефектів:

### Калій
З гіпомагніємією зазвичай пов'язаний низький рівень калію. Низький рівень магнію пригнічує натрій-калієвий насос (Na-K-АТФазу), який зазвичай перекачує натрій у позаклітинний простір, а калій — у внутрішньоклітинний, використовуючи АТФ як енергію для перекачування обох катіонів проти градієнта їх концентрації, щоб підтримувати відносно високий рівень калію у внутрішньоклітинному просторі та високий рівень натрію у позаклітинному просторі.
Гіпомагніємія також спричиняє активацію зовнішнього медулярного калієвого каналу нирок (ROMK) — калієвого каналу, який спричиняє втрату калію з сечею через кортикальну збірну протоку в нирці. А гіпомагніємія запобігає активації натрій-хлоридного котранспортера (NCC) низьким рівнем калію та знижує активність NCC, що запобігає реабсорбції натрію та хлоридів з ниркових канальців. Пригнічення натрій-калієвого насоса призводить до того, що в позаклітинному просторі (інтерстиціальній рідині та плазмі) залишається більше калію. Цей калій потім втрачається під час фільтрації крові в нирках, оскільки активація ROMK-каналу призводить до втрати калію в коктикальній збірній протоці, а інгібування NCC призводить до зниження реабсорбції хлориду натрію нирковими канальцями, з подальшим збільшенням доставки хлориду натрію (і води) до дистальних канальців та пов'язаним з цим діурезом та калійурезом (втратою калію нирками з сечею). Загалом, кінцевим наслідком низького рівня магнію в організмі є втрати калію нирками (із сечею), таким чином клінічно низький рівень калію часто не піддається корекції харчовими добавками без корекції низького рівня магнію.
Пацієнтам з діабетичним кетоацидозом слід контролювати рівень магнію, щоб переконатися, що зниження рівня калію в сироватці внаслідок переходу калію до клітин після введення інсуліну, не посилюється його додатковими втратами з сечею.

### Кальцій
Магній пригнічує вивільнення кальцію із саркоплазматичного ретикулуму. Таким чином, гіпомагніємія призводить до підвищення внутрішньоклітинного рівня кальцію. Це пригнічує вивільнення паратиреоїдного гормону, що може призвести до гіпопаратиреозу та гіпокальціємії. Крім того, це робить скелетні та м'язові рецептори менш чутливими до паратиреоїдного гормону.

### Аритмія
Магній необхідний для належного функціонування насосів Na+/K+-АТФази в кардіоміоцитах. Нестача магнію пригнічує зворотне захоплення калію, що призводить до зниження його внутрішньоклітинного рівня. Це зниження внутрішньоклітинного калію призводить до тахікардії.

### Прееклампсія
Магній має непрямий антитромботичний вплив на тромбоцити та ендотеліальну функцію. Він підвищує рівень простагландинів, зменшує рівень тромбоксану та ангіотензину II, мікросудинний витік та вазоспазм завдяки своїй функції, подібній до блокаторів кальцієвих каналів. Судоми є результатом спазму судин головного мозку. Судинорозширювальний ефект магнію, ймовірно, є основним механізмом.

### Астма
Магній має бронходилататорний ефект, ймовірно, шляхом протидії кальцієво-опосередкованій бронхоконстрикції.

### Неврологічні ефекти
- Зменшення електричного збудження
- Модуляція вивільнення ацетилхоліну
- Агонізм рецепторів ГАМК[33]
- Антагонізм до глутаматних рецепторів N-метил-D-аспартату (NMDA), збуджувального нейромедіатору центральної нервової системи, і таким чином забезпечує нейропротекцію від ексайтоксичності.

### Цукровий діабет
Дефіцит магнію часто спостерігається у людей з цукровим діабетом 2-го типу, при цьому поширеність коливається від 11 до 48 %. Дефіцит магнію тісно пов'язаний з високою резистентністю до глюкози та інсуліну, що вказує на його поширеність при погано контрольованому діабеті. Пацієнти з діабетом 2-го типу та дефіцитом магнію мають підвищений ризик серцевої недостатності, фібриляції передсердь та мікросудинних ускладнень. Було доведено, що пероральні добавки магнію покращують чутливість до інсуліну та ліпідний профіль. Метааналіз 2016 року, який не обмежувався лише пацієнтами з діабетом, показав, що збільшення споживання магнію з їжею, хоча й пов'язане зі зниженням ризику інсульту, серцевої недостатності, діабету та смертності від усіх причин, не було чітко пов'язане зі зниженням ризику ішемічної хвороби серця (ІХС) або загального серцево-судинного захворювання (ССЗ).

### Гомеостаз
Харчі, багаті на магній, включають злаки, зелені овочі (де магній є основним компонентом хлорофілу), бобові та горіхи. Він всмоктується переважно у тонкому кишечнику шляхом парацелюлярного транспорту, проходячи між клітинами кишечника. Всмоктування магнію в товстому кишечнику здійснюється транспортерами TRPM6 та TRPM7.
Тіло містить близько 25 грамів магнію. 50-60 % магнію в організмі зберігається в кістках, решта, близько 40-50 %, зберігається в м'язах або м'яких тканинах, а близько 1 % знаходиться в плазмі. Таким чином, іноді може спостерігатися нормальний рівень магнію в плазмі, незважаючи на те, що людина має стан дефіциту магнію, а рівень магнію в плазмі може недооцінювати рівень його дефіциту. Рівень магнію в плазмі може точніше відображати запаси магнію, якщо також враховувати його втрати з сечею та пероральне споживання.
Усередині клітин 90-95 % магнію зв'язане з лігандами, включаючи АТФ, АДФ, цитрат, інші білки та нуклеїнові кислоти. У плазмі 30 % магнію зв'язано з білками через вільні жирні кислоти, тому їх підвищений рівень пов'язаний з гіпомагніємією та можливим ризиком серцево-судинних захворювань.
Нирки регулюють рівень магнію шляхом його реабсорбції з канальців. У проксимальних канальцях (на початку нефрона, функціональної одиниці нирки) 20 % магнію реабсорбується парацелюлярно через канали, які утворюються клаудином 2 та 12. 70 % магнію реабсорбується в товстій висхідній частині петлі Генле, де реабсорбція забезпечується каналами, утвореними клаудинами 16 та 19. У дистальних звивистих канальцях 5-10 % магнію реабсорбується трансклітинно за допомогою транспортерів TRPM6 та TRPM7. Епідермальний фактор росту та інсулін активують TRPM6 та 7 і підвищують рівень магнію через посилення ниркової реабсорбції.

## Діагностика
Дефіцит магнію — це низький загальний рівень магнію в організмі, безпосередньо його виміряти важко.

### Магній у крові
Зазвичай діагноз ставиться на основі виявлення гіпомагніємії, низького рівня магнію в крові, що часто відображає низький рівень магнію в організмі; однак дефіцит магнію може бути присутнім без гіпомагніємії, і навпаки. Концентрація магнію в плазмі менше 0,6 ммоль/л (1,46 мг/дл) вважається гіпомагніємією; рівень менше 0,5 ммоль/л (1,25 мг/дл) означає тяжкий дефіцит.

### Електрокардіограма
Електрокардіограма (ЕКГ) може показувати тахікардію з подовженим інтервалом QT. Інші зміни можуть включати подовжений інтервал PR, депресію сегмента ST, перевернуті зубці T та подовжену тривалість комплексу QRS.

## Лікування
Лікування дефіциту магнію залежить від його ступеня та клінічних наслідків. Пероральна підтримка підходить для людей з легкими симптомами, тоді як внутрішньовенна підтримка рекомендується для людей з важкими наслідками.
Існує безліч пероральних препаратів магнію. У двох дослідженнях оксид магнію, одна з найпоширеніших форм у харчових добавках магнію через високий вміст магнію на вагу, була менш біодоступною, ніж цитрат магнію, хлорид, лактат або аспартат. Амінокислотний хелат також був менш біодоступним.
Внутрішньовенне введення сульфату магнію (MgSO₄) може бути застосоване у відповідь на серцеві аритмії для корекції гіпокаліємії, запобігання прееклампсії, також було запропоновано його потенційне застосування при астмі.

### Їжа
Джерелами магнію в їжі є листові зелені овочі, боби, горіхи та насіння.

## Епідеміологія
Гіпомагніємія може спостерігатися у 3-10 % усього населення. Вона присутня приблизно у 10-30 % людей з діабетом, у 10-60 % госпіталізованих пацієнтів та у понад 65 % пацієнтів відділень інтенсивної терапії. У госпіталізованих пацієнтів гіпомагніємія пов'язана зі збільшенням тривалості перебування в стаціонарі. А у тих, хто перебуває у відділенні інтенсивної терапії, вона пов'язана з вищим ризиком необхідності штучної вентиляції легень та смерті. У когортних дослідженнях, хронічний дефіцит магнію був пов'язаний з підвищеним ризиком смерті від серцево-судинних захворювань та загальної смертності.

## Історія
Дефіцит магнію у людей вперше був описаний у медичній літературі в 1934 році.

## Рослини

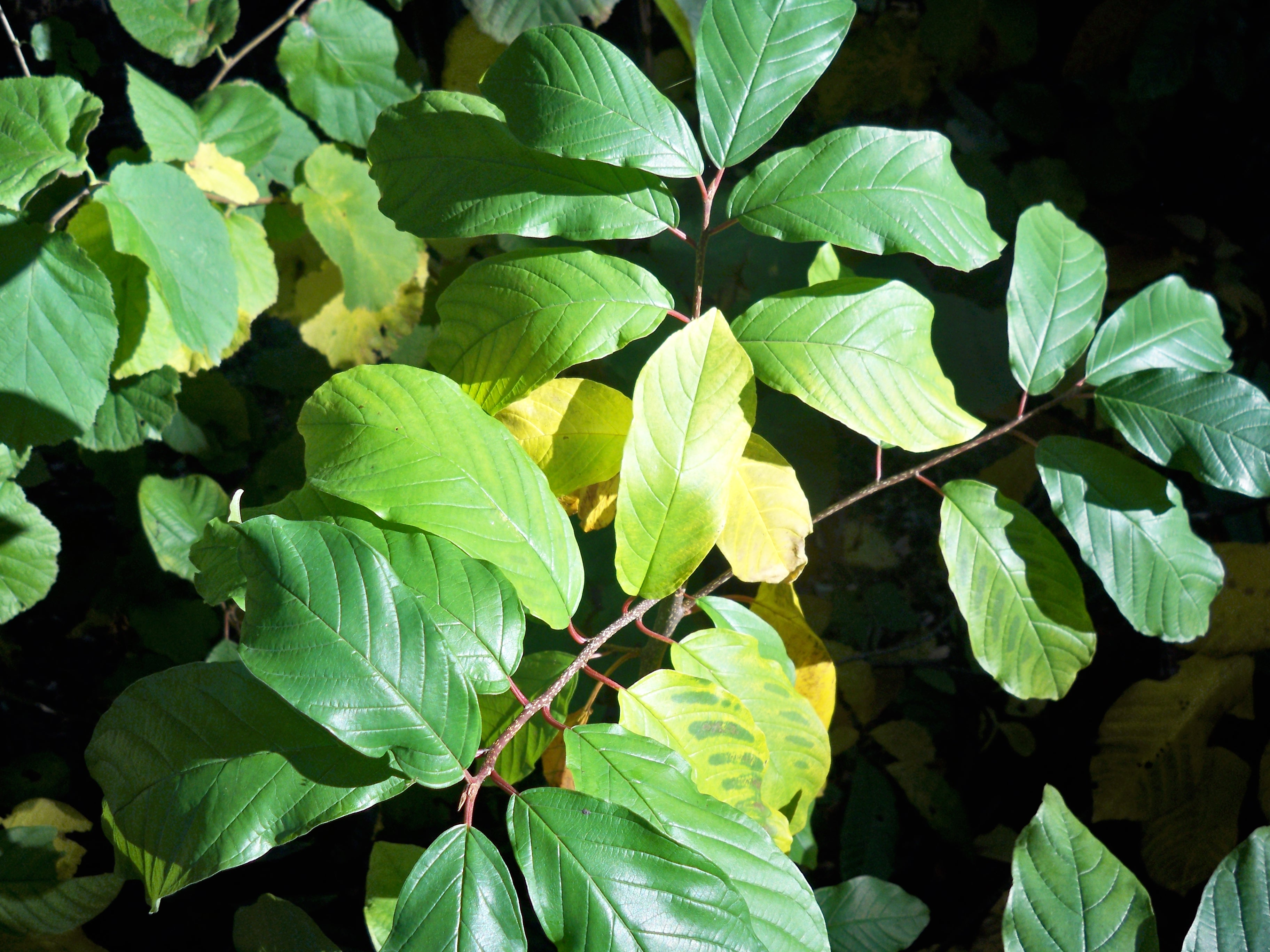
Рослина з дефіцитом магнію

Дефіцит магнію — це шкідливе захворювання рослин, яке зазвичай виникає на сильнокислих, легких, піщаних ґрунтах, звідки магній може легко вимиватися. Магній — це незамінний макроелемент, який становить 0,2-0,4 % сухої речовини рослин і необхідний для нормального росту рослин. Надлишок калію, зазвичай через добрива, ще більше посилює стрес від дефіциту магнію, як і токсичність алюмінію.
Магній відіграє важливу роль у фотосинтезі, оскільки він утворює центральний атом хлорофілу. Тому, без достатньої кількості магнію, рослини починають руйнувати хлорофіл у старому листі. Це викликає основний симптом дефіциту магнію — міжжилковий хлороз, або пожовтіння між жилками листя, які залишаються зеленими, надаючи листю мармурового вигляду. Через рухливу природу магнію, рослина спочатку розщеплює хлорофіл у старому листі та транспортує магній до молодшого листя, яке має більші потреби у фотосинтезі. Отже, першою ознакою дефіциту магнію є хлороз старого листя, який поширюється на молоде листя в міру прогресування дефіциту. Магній також діє як активатор багатьох важливих ферментів, включаючи рибулозебісфосфаткарбоксилазу (RuBisCO) та фосфоенолпіруваткарбоксилазу (PEPC), обидва з яких є важливими ферментами для фіксації вуглецю. Таким чином, низька кількість магнію знижує фотосинтетичну та ферментативну активність у рослинах. Магній також відіграє вирішальну роль у стабілізації структур рибосом, отже, його нестача викликає деполімеризацію рибосом, що призводить до передчасного старіння рослини. Після тривалого дефіциту магнію відбувається некроз та опадання старого листя. Рослини, яким не вистачає магнію, також дають дрібніші, дерев'янистіші плоди.
Дефіцит магнію у рослин можна сплутати з дефіцитом цинку або хлору, вірусами або природним старінням, оскільки всі вони мають схожі симптоми. Додавання солей Епсома (у вигляді розчину 25 грамів на літр або 4 унції на галон) або подрібненого доломітового вапняку до ґрунту може виправити дефіцит магнію. Органічний метод обробки полягає у внесенні компостної мульчі, яка може запобігти вимиванню під час надмірних опадів та забезпечити рослини достатньою кількістю поживних речовин, включаючи магній.